# Carole Bouquet
Carole Bouquet, född 18 augusti 1957 i Neuilly-sur-Seine, Frankrike, är en fransk skådespelare.

## Filmografi
- Begärets dunkla mål (1977)
- Il Cappotto di Astrakan (1979)
- Paris Killer (1979)
- Blank Generation (1980)
- Ur dödlig synvinkel (1981)
- Bingo Bongo (1982)
- Der Tag der Idioten (1982)
- Mystère (1983)
- Le Bon roi Dagobert (1984)
- Rive droite, rive gauche (1984)
- Nemo (1984)
- Spécial police (1985)
- Double messieurs (1986)
- La Coda del diavolo (1986)
- Jenatsch (1987)
- New York Stories (1989)
- För vacker för dig! (1989)
- Bunker Palace Hôtel (1989)
- Donne con le gonne (1991)
- Tango (1993)
- A Business Affair (1994)
- Grosse fatigue (1994)
- Poussières d'amour - Abfallprodukte der Liebe (1996)
- Lucie Aubrac (1997)
- En plein coeur (1998)
- Bron över Seine (1999)
- Wasabi (2001)
- Embrassez qui vous voudrez (2002)
- Blanche (2002)
- Bienvenue chez les Rozes (2003)
- Feux rouges (2004)
- Les Fautes d'orthographe (2004)
- Nordeste (2005)
- Travaux, on sait quand ça commence... (2005)
- L'Enfer (2005)